# Cinco de Febrero, Aldama
Cinco de Febrero är en ort i Mexiko.   Den ligger i kommunen Aldama och delstaten Tamaulipas, i den centrala delen av landet, 400 km norr om huvudstaden Mexico City. Cinco de Febrero ligger 104 meter över havet och antalet invånare är 213.
Terrängen runt Cinco de Febrero är platt. Runt Cinco de Febrero är det mycket glesbefolkat, med 7 invånare per kvadratkilometer. Närmaste större samhälle är Ursulo Galván, 12,1 km söder om Cinco de Febrero. Omgivningarna runt Cinco de Febrero är en mosaik av jordbruksmark och naturlig växtlighet.